# 23002 Джилхірш
23002 Джилхірш (23002 Jillhirsch) — астероїд головного поясу, відкритий 9 листопада 1999 року.
Тіссеранів параметр щодо Юпітера — 3,513.